# Girimuliya
Girimuliya is een bestuurslaag in het regentschap Lahat van de provincie Zuid-Sumatra, Indonesië. Girimuliya telt 980 inwoners (volkstelling 2010).